# Karl Storch
Pour les articles homonymes, voir Storch.
Karl Konrad Storch  (né le 21 août 1913 à Fulda et mort le 16 août 1992 dans la même ville) est un athlète allemand, spécialiste du lancer du marteau.

## Carrière
Il participe aux Jeux olympiques de 1952, à Helsinki, et remporte la médaille d'argent du lancer du marteau avec un jet à 58,86 m, s'inclinant face au Hongrois József Csermák.

### Palmarès
| Date | Compétition     | Lieu     | Résultat | Épreuve           |
| ---- | --------------- | -------- | -------- | ----------------- |
| 1952 | Jeux olympiques | Helsinki | 2e       | Lancer du marteau |

### Records
| Épreuve           | Performance | Lieu | Date |
| ----------------- | ----------- | ---- | ---- |
| Lancer du marteau | 60,77 m     |      | 1952 |